# Maria da Belém Roseira
Maria da Belém Roseira Martins Coelho de Pina (Sabrosa, 28 luglio 1949) è una politica portoghese.

## Biografia
Laureata in Diritto all'Università di Coimbra nel 1972, iniziò la sua carriera professionale come tecnico superiore del Ministero del Lavoro, nella Direzione Generale della Previdenza nel 1973. Ha svolto tutta la sua carriera nell'Amministrazione Pubblica, per poi ritirarsi in qualità di assessore principale del Ministero del Lavoro e della Solidarietà Sociale. 
Dopo la Rivoluzione dei Garofani entrò a far parte del gabinetto della Segretaria dello Stato per la Sicurezza Sociale, Maria de Lourdes Pintasilgo. Successivamente è diventata capo del gabinetto del Ministero della Salute del Blocco Centrale, António Maldonado Gonelha. La ministra della Salute Leonor Beleza, del governo Cavaco Silva, la nominò vice-procuratrice della Santa Casa da Misericórdia de Lisboa (1988-1992) e, in seguito, Arlindo de Carvalho la scelse come amministratrice delegata del Centro Regional de Lisboa do Instituto Português de Oncologia (1992-1995). Fu inoltre nominata amministratrice delle trasmissioni televisive di Macau (1986-1987).
Militante del Partito Socialista dal 1976, dopo la vittoria del partito, il cui leader a quei tempi era António Guterres, nelle elezioni legislative del 1995, Maria de Belém fu nominata Ministro della Salute del XIII Governo Costituzionale (1995-1999). In seguito fu anche Ministra dell'Uguaglianza nel XIV Governo Costituzionale (1999-2000) altrettanto guidato da Guterres. A causa di alcune divergenze con la nuova ministra della Salute Manuela Arcanjo abbandonò la sua carica. Durante quel periodo fu anche prima vice presidente (1997) poi presidente (1999) dell'Assemblea Generale dell'Organizzazione Mondiale della sanità.
Dopo l'uscita dal governo è diventata deputata Assemblea della Repubblica, nella quale era stata eletta dal Distretto di Porto, nella legislatura iniziata nel 1999. Viene poi rieletta nel 2002, 2005,  2009 e nel 2011. Nel dicembre del 2006, quando era presidente della Commissione Parlamentare della Salute, fu ingaggiata come consulente dall'azienda Espírito Santo Saúde, in quanto a suo avviso non esisteva incompatibilità tra le due funzioni. 
Nelle elezioni presidenziali del 2011 fu la mandataria nazionale della candidatura di Manuel Alegre. Mentre cinque anni prima, alle presidenziali del 2006 aveva appoggiato Mário Soares proprio contro Alegre, che si era candidato da indipendente. Nel settembre del 2011 viene eletta presidente del Partito Socialista per poi essere succeduta nel 2014 da Carlos César.

### Elezioni presidenziali del 2016
Maria de Belém ha annunciato la sua candidatura alle elezioni presidenziali del 2016 il 17 agosto 2015 formalizzandola il 22 dicembre dello stesso anno al Tribunale Costituzionale con circa 9200 firme raccolte. Il suo mandatario nazionale è Eduardo Marçal Grilo, mentre Simonetta Luz Afonso e Júlio Machado Vaz sono i mandatari rispettivamente a Lisbona e a Porto. Partecipano alla commissione onoraria della candidatura Alberto Martins, Jorge Coelho, José Vera Jardim e Alberto Martins. 
Bruno Matias è il mandatario per i giovani.

## Onorificenze
Il 23 febbraio 2005 ricevette la Croce del Graal dell'Ordine Militare di Cristo.